# Calamagrostis brachyathera
Calamagrostis brachyathera är en enhjärtbladig växtart som först beskrevs av Otto Stapf, och fick sitt nu gällande namn av Rafaël Herman Anna Govaerts. Calamagrostis brachyathera ingår i släktet rör och familjen gräs. Inga underarter finns listade i Catalogue of Life.